# Nelsonophryne
Nelsonophryne is een geslacht van kikkers uit de familie Microhylidae. De groep werd voor het eerst wetenschappelijk beschreven door Darrel Frost in 1987. Oorspronkelijk werd de wetenschappelijke naam Glossostoma gebruikt.
Er zijn 2 soorten die voorkomen in delen van Zuid-Amerika en leven in de landen Colombia, Costa Rica, Ecuador en Panama.

## Soorten
Geslacht Nelsonophryne
- Nelsonophryne aequatorialis
- Nelsonophryne aterrima